# Rafael Alba Castillo
Pour les articles homonymes, voir Alba et Castillo.
Rafael Yunier Alba Castillo est un taekwondoïste cubain né le 12 août 1993 à Santiago de Cuba. 

## Biographie
Double champion du monde de taekwondo, Rafael Alba Castillo remporte la première médaille de la délégation cubaine aux Jeux olympiques d'été de Tokyo en remportant la médaille de bronze dans la catégorie des plus de 80 kg,.

## Palmarès

### Jeux olympiques
- Médaille de bronze dans la catégorie des plus de 80 kg aux Jeux olympiques d'été de 2020 à Tokyo

### Championnats du monde
- Médaille d'or dans la catégorie des plus de 87 kg aux Championnats du monde de taekwondo 2019 à Manchester
- Médaille d'or dans la catégorie des moins de 87 kg aux Championnats du monde de taekwondo 2013 à Puebla
- Médaille de bronze dans la catégorie des plus de 87 kg aux Championnats du monde de taekwondo 2015 à Tcheliabinsk

### Jeux panaméricains
- Médaille d'or dans la catégorie des plus de 80 kg aux Jeux panaméricains de 2015 à Toronto
- Médaille d'argent dans la catégorie des plus de 80 kg aux Jeux panaméricains de 2019 à Lima

### Championnats panaméricains
- Médaille d'or dans la catégorie des plus de 87 kg aux Championnats panaméricains de taekwondo 2021 à Cancún
- Médaille d'or dans la catégorie des plus de 87 kg aux Championnats panaméricains de taekwondo 2016 à Querétaro

### Jeux d'Amérique centrale et des Caraïbes
- Médaille d'or dans la catégorie des moins de 87 kg aux Jeux d'Amérique centrale et des Caraïbes de 2018 à Barranquilla
- Médaille d'or dans la catégorie des moins de 87 kg aux Jeux d'Amérique centrale et des Caraïbes de 2014 à Veracruz
- Médaille d'argent dans la catégorie des plus de 87 kg aux Jeux d'Amérique centrale et des Caraïbes de 2010 à Mayagüez